# Bockovac
Bockovac falu Horvátországban, Eszék-Baranya megyében. Közigazgatásilag Villyóhoz tartozik.

## Fekvése
Eszéktől légvonalban 48, közúton 59 km-re északnyugatra, Nekcsétől légvonalban 24, közúton 39 km-re északra, községközpontjától légvonalban 4, közúton 6 km-re délkeletre, a Szlavóniai-síkságon, a Karasica bal partján, Kapelna és Ivanovo között fekszik. Mindössze egyetlen főutcából áll.

## Története
A 19. század végén keletkezett a Karasica bal partján, amikor a környező földek megművelésére a környező falvakból horvátokat, valamint a Monarchia különböző területeiről magyarokat, dunai svábokat és ruszinokat telepítettek ide. 1900-ban 46, 1910-ben 19 lakosa volt. Verőce vármegye Alsómiholjáci járásához tartozott. Az 1910-es népszámlálás adatai szerint lakosságának 47%-a horvát, 21%-a magyar, 16%-a német, 16%-a ruszin anyanyelvű volt. Az első világháború után 1918-ban az új szerb-horvát-szlovén állam, majd később (1929-ben) Jugoszlávia része lett. A második világháború idején a lakosságot a partizánok elüldözték. Helyükre a háború után szerbek települtek. 1991-ben teljes lakossága szerb nemzetiségű volt. 2011-ben a falunak 51 lakosa volt.

## Lakossága
| Lakosság változása | Lakosság változása | Lakosság változása | Lakosság változása | Lakosság változása | Lakosság változása | Lakosság változása | Lakosság változása | Lakosság változása | Lakosság változása | Lakosság változása | Lakosság változása | Lakosság változása | Lakosság változása | Lakosság változása | Lakosság változása |
| ------------------ | ------------------ | ------------------ | ------------------ | ------------------ | ------------------ | ------------------ | ------------------ | ------------------ | ------------------ | ------------------ | ------------------ | ------------------ | ------------------ | ------------------ | ------------------ |
| 1857               | 1869               | 1880               | 1890               | 1900               | 1910               | 1921               | 1931               | 1948               | 1953               | 1961               | 1971               | 1981               | 1991               | 2001               | 2011               |
| 0                  | 0                  | 0                  | 0                  | 46                 | 19                 | 35                 | 101                | 234                | 428                | 422                | 184                | 77                 | 75                 | 74                 | 51                 |

(1961-ig településrészként, 1971-től önálló településként.)